# Tennistoernooi van San Marino
Het tennistoernooi van San Marino is een voormalig toernooi dat in de periode 1989–2000 jaarlijks werd gespeeld op de gravelbanen van het Centro Tennis Cassa di Risparmio in de stadstaat San Marino. De officiële naam van het toernooi was San Marino Open.
Het toernooi bestond uit twee delen:
- WTA-toernooi van San Marino, het toernooi voor de vrouwen (1991–1993)
- ATP-toernooi van San Marino, het toernooi voor de mannen (1989–2000)